# Proteromonadea
Proteromonadea је мала класа једноћелијских протиста са једним или два пара различитих бичева. Живе у интестиналном тракту водоземаца, гмизаваца и сисара. Њихов однос са домаћинима поједини аутори описују као паразитизам, а поједини као коменсализам.
Протеромонаде су мали организми (величине до 15 μm). У цитоплазми поседују једно једро, једну велику митохондрију са тубуларним кристама, Голџијев апарат и фибриларни ризопласт који повезује једро и базална телашца. Површина ћелије је увијена — увијање је подржано једном микротубулом код рода Proteromonas, а траком од неколико бочно спојених микротубула код рода . Задњи део ћелије код рода Proteromonas покривен је финим тубуларним длакама, соматонемама.

## Систематика
Класа Proteromonadea обухвата један ред (Proteromonadida) са једном фамилијом (Proteromonadidae). У фамилији су традиционално описана два рода, која се разликују у броју бичева:
- род , чије су врсте коменсали водоземаца, а поседују један пар бичева;
- род , чије су врсте коменсали репатих водоземаца, гуштера и глодара, а поседују два пара бичева.

Фамилија Proteromonadidae, па самим тиме и читава класа, је можда парафилетска. Према резултатима скорашњег филогенетског истраживања, род Karotomorpha је ближи представницима класе Opalinea, него роду Proteromonas.